# Трамбицький Віктор Миколайович
Віктор Миколайович Трамбицький (нар. 12 лютого 1895, Брест-Литовськ — пом. 13 серпня 1970, Ленінград) — радянський композитор, музичний педагог та музично-громадський діяч; член Спілки композиторів РРФСР. Заслужений діяч мистецтв РРФСР з 1946 року.

## Біографія
Народився 31 січня [12 лютого] 1895 року в місті Брест-Литовську (нині Берестя, Білорусь). Початкову музичну освіту здобув у сім'ї. 1914 року закінчив гімназію і музичне училище Російського музичного товариства у Вільно і поступив на юридичний факультет Петроградського університету. У 1915 році брав уроки композиції у Василя Калафаті, упродовж 1917—1919 років займався у його класі в Петроградській консерваторії. Одночасно у 1917—1919 роках працював інструктором та організатором концертів музичного відділу Наркомпросу.
З 1919 року — диригент та музичний керівник пересувних театральних колективів. З 1925 року жив і працював у Свердловську: у 1930—1933 роках — організатор та старший редактор музичного радіомовлення; у 1944—1948 роках — голова Свердловського відділення, а з 1960 року — секретар правління Спілки композиторів РРФСР. Одночасно у 1936—1961 викладав композицію та музично-теоретичні предмети у Свердловській консерваторії (з 1939 року професор), з 1944 року завідував кафедрою. Серед його учнів з композиції — Вадим Біберган, Людмила Лядова, Олексій та Юрій Муравльови, Олег Моральов, Євген Родигін, Геральд Топорков, з оркестровки — Борис Гібалін, Едуард Колмановський, Дандар Аюшеєв, Баудоржа Ямпілов.
З 1962 року жив у Ленінграді, де і помер 13 серпня 1970 року. Похований у Санкт-Петербурзі.

## Творчість

### Музичні твори
опери
- «Карнавал життя» («Біанка») (1921, Пересувний театр, Краснодар);
- «Овод» (лібрето, 1929, Свердловський театр опери та балету);
- «Гнів пустелі» (лібрето, 1930);
- «Великий шлях» (лібрето, 1932, Свердловськ, Радіо);
- «Орлена» (1935, Свердловський театр опери і балету; 2-а редакція — За життя, 1938, там же);
- «Гроза» (1943, Свердловський театр опери і балету, 2-я редакеція 1957);
- «Дні та ночі» (1950);
- «Мереживниця Настя» (лібрето разом з Костянтином Паустовським; 1963, Ленінградський театр опери та балету);
- «Пам'ять серця» (1968);

інше
- сюїта «Спіть, улюблені брати» (для тенора, хору та оркестру; слова Сергія Єсеніна, 1970);
- для оркестру — «Симфонія пам'яті Миколи Островського» (1945);
- симфонічні поеми «Весна» (1926), «Капітан Гастелло» (1943);
- симфонічна сюїта «В дорозі» (1932);
- симфонічні етюди-картини (1954);
- два симфонічні ескізи на татарські теми (1933);
- для скрипки з оркестром — «Концерт» (1920), фантазія на уральську народну тему (1942);
- сюїта для струнного квартету (1925);
- для фортепіано — «Прелюдії» (1920), «З дитячого життя» (1935), «Хороводи» (1937—1965);
- для голосу та фортепіано — вокальні цикли:
  - «Північні оповіді» (на тексти народних оповідачів, 1941);
  - «З військової лірики» (слова Євгена Винокурова, 1950);
  - «З неоглядних далей» (слова Михайла Дудіна, 1969);
  - «Серце жіноче з тобою» (слова Ольги Берггольц, Анни Ахматової та інших, 1970);
- три романси на слова Сергія Єсеніна (1969);
- чотири романси на слова Анни Ахматової (1970);
- обробка російський народних пісень;
- музика для драматичного театру.

### Публікації
- «Про народність» // «Радянська музика», 1953, No 4 (рос.);
- «Поліфонічна основа російської пісенної гармонії» // в збірці «Радянська музика», Москва, 1954 (рос.);
- «Плагальність та споріднені їй зв'язки в російській пісенній гармонії» // в збірці «Питання музикознавства», випуск 2, Москва, 1955 (рос.);
- «Гармонічні системи семиступних звукорядів, що застосовуються у російській пісні» // в збірці «Науково-методичні записки Уральської державної консерваторії», випуск 1, Свердловськ, 1957 (рос.);
- «Можливості теоретичного музикознавства» // «Радянська музика», 1957, No 2 (рос.);
- «Значення задуму» // «Радянська музика», 1959, No 2 (рос.);
- «Про „фразу“ в опері» // «Радянська музика», 1960, No 11 (рос.);
- «Праця історичного значення [про „Основи оркестровки“ М. А. Римського-Корсакова]» // «Радянська музика», 1969, No 3 (рос.);
- «Як же готувати оперну прем'єру?» // «Радянська музика», 1969, No 10 (рос.).